# Monero
A Monero egy nyílt forráskódú, decentralizált kriptovaluta, amelyet 2014-ben indítottak el, és a magánélet, az anonimitás, valamint a tranzakciók követhetetlensége áll a középpontjában. A Monero alapja a CryptoNote protokoll, amely lehetővé teszi a gyűrűs aláírások és az egyedi címek alkalmazását, hogy a felhasználók adatai rejtve maradjanak. Az XMR néven ismert Monero tokenek bányászata CPU- és GPU-hardwarekkel is lehetséges, mivel az algoritmusa ellenáll az ASIC-bányászok centralizációjának. Az anonimitás és a biztonság iránti elkötelezettsége miatt a Monero népszerűvé vált a magánszemélyek és szervezetek körében, akik nagyobb pénzügyi adatvédelmet keresnek.